# 刘虎 (铁弗部)
刘虎（？—341年），胡名乌路孤，唐代避李虎名諱，改作劉武，西晋、十六國時期匈奴支系鐵弗部首領，為前任首領劉誥升爰之子。
309年（西晉懷帝永嘉三年、漢國劉淵河瑞元年），誥升爰去世，刘虎繼立，自稱其部落為「鐵弗」，北人以匈奴父、鲜卑母所生称为“铁弗”，遂以为氏。开始臣附晋朝，部众稍强，举兵歸降劉淵的漢國。
刘虎繼位時，鐵弗部原居新兴郡虑虒县（今山西省五台县东北）之北一帶，310年，联合白部鲜卑，攻打并州刺史刘琨控制的新兴、雁门二郡。最后，鐵弗為劉琨及鲜卑拓跋猗卢所敗後，始向西遷渡过黄河，進入朔方肆卢川，漢帝劉淵此時封刘虎為樓煩公，拜安北將軍，丁零中郎將。318年，為東晉所冊封之代王拓跋鬱律所敗，逃往塞外。
341年，刘虎再攻擊代國，復為代王拓跋什翼犍所敗，仅以身免，不久去世，子劉務桓繼立。後來赫连勃勃稱帝後，追尊曾祖父刘虎追諡為景皇帝。